# 科托卡国际机场
科托卡国际机场（英語：Kotoka International Airport）是加纳共和国首都阿克拉的国际机场，是该国最主要的机场，也是安特拉克航空和加纳国际航空的枢纽机场，以该国前军政府领导人、国家解放委员会成员伊曼纽尔·夸西·科托卡中将的名字命名。

## 航空公司與目的地

### 客運
| 航空公司          | 目的地                                         |
| ----------------- | ---------------------------------------------- |
| 布基納航空        | 瓦加杜古:88                                    |
| Air Côte d'Ivoire | 阿必尚                                         |
| 法國航空          | 巴黎-戴高樂                                    |
| 阿瑞克航空        | 阿布賈、班珠爾、達卡、自由城、拉各斯、蒙羅維亞 |
| ASKY航空          | 洛美                                           |
| 英國航空          | 倫敦-希斯路                                    |
| 布魯塞爾航空      | 布魯塞爾、洛美                                 |
| 木棉洲際航空      | 馬拉博                                         |
| 丹纳航空          | 拉各斯                                         |
| 達美航空          | 紐約                                           |
| 埃及航空          | 開羅                                           |
| 阿聯酋航空          | 阿必尚、杜拜                                   |
| 衣索比亞航空      | 阿迪斯阿貝巴                                   |
| 肯亞航空          | 自由城、蒙羅維亞、奈洛比                       |
| 荷蘭皇家航空      | 阿姆斯特丹                                     |
| 地中海風景航空    | 自由城、拉各斯                                 |
| 義大利晷航空      | 拉各斯、米蘭-馬爾彭薩                          |
| 中東航空          | 貝魯特                                         |
| 摩洛哥皇家航空    | 卡薩布蘭卡、自由城、蒙羅維亞                   |
| 盧安達航空        | 阿必尚（2016年10月2日開辦）、基加利            |
| Starbow Airlines  | 庫馬西、蘇尼亞尼、塔科拉迪、塔馬利             |
| 南非航空          | 阿必尚、約翰尼斯堡、華盛頓哥倫比亞特區         |
| TAP葡萄牙航空     | 里斯本、聖多美                                 |
| 土耳其航空        | 伊斯坦堡                                       |
| 伏林航空          | 巴塞隆納                                       |
| 貝南西部航空      | 柯多努                                         |
| 維珍航空          | 倫敦– a                                        |

附註：
- ^a ：本航線將於2025年5月1日以波音787-8啟航。

### 貨運
- Aerogem Cargo
- Avient Aviation（夏爾迦）
- 盧森堡貨運航空
- 雙子星貨運